# Dirceu Xavier Francisco
Dirceu Xavier Francisco (* 18. Dezember 1977 in Cabo Frio, Brasilien) ist ein ehemaliger brasilianischer Fußballspieler.

## Karriere
Dirceu begann seine Karriere 1996 beim Verein Fluminense FC. In den ersten acht Jahren stand er eher unauffällig als Mittelfeldspieler für die Vereine Guarani FC, FC Maia unter Vertrag, er kehrte 2000 wieder zum Verein Fluminense FC zurück. 2001 wechselte er für zwei Jahre zum Verein CA Juventus, ehe er 2003 den Vertrag kündigte und 2004 einen Vertrag beim Verein EC Santo André unterschrieb. Bei diesem Verein gewann er auch den ersten Titel, den Copa do Brasil, und entwickelte sich zum Top-Mittelfeldspieler. 2004 wechselte er für vier Jahre nach Israel, drei Jahre stand er beim Verein Maccabi Haifa und für eine Saison beim Verein Maccabi Petach Tikwa unter Vertrag. 2009 kehrte er wieder zum Verein EC Santo André zurück und zum Abschluss seiner Karriere stand er von 2009 bis 2011 beim Verein São Bernardo FC unter Vertrag.

## Titel und Ehrungen
- Copa do Brasil 2004 (EC Santo André)
- Liga ha’Al 2004/05, 2005/06 (Maccabi Haifa)
- Staatsmeisterschaft von São Paulo 2. Liga 2012 (São Bernardo FC)